# 田中達也 (ミニチュア写真家)
田中 達也（たなか たつや、1981年11月 - ）は、日本のミニチュア写真家、見立て作家。

## 人物・来歴
熊本県熊本市生まれ。鹿児島県鹿児島市在住。熊本県立熊本北高等学校、鹿児島大学教育学部学校教育教員養成課程美術専修デザイン専攻卒業。
少年時代は鉄道模型に憧れていたが、高価のため購入出来なかったため、本を積み重ねて街を作り、ティッシュケースを列車に見立てて動かしたと言う。この工夫が、現在の仕事に繋がっているという。中学時代はバスケットボール部に入部したものの、楽しめないと判断し1年足らずで退部した。また、絵を描くのは好きだったが、仕事になるとは思えないから趣味程度に留まっていた。なお、大学進学時に絵を仕事にしたいと考え、教育学部のデザイン専攻に進学した。
大学卒業後は、教えるより自分で作りたいと考え、鹿児島の制作会社でデザイナーで勤務しつつ、2011年にミニチュアの視点で日常にある物を別の物に見立てたアートMINIATURE CALENDARをスタート。以後毎日作品をインターネット上で発表し続けている。2015年に会社を辞職して正式に独立し、現在に至る。
Instagramのフォロワーは360万人以上（2022年8月現在）。2017年、NHK連続テレビ小説『ひよっこ』のタイトルバック、オープニング。2018年、『日本橋髙島屋S.C. オープニングムービー 』、2018年、森見登美彦著『熱帯』の装画などを担当。
2020年ドバイ国際博覧会では、日本館の展示「現代日本のテクノロジー」と題し、「見立て」による日本らしい精巧な模型作品を出展した。

## エピソード
2018年、当時ロアッソ熊本所属の1992年生の田中達也がアルビレックス新潟所属の1982年生の田中達也と初対面を果たした際にしたツイートをリツイートした。1992年生の田中からは、リツイートの返信にて自身の作品が写っているカレンダーを使用していることを明かされた。

## 著書

### 写真集
- MINIATURE LIFE（2013年10月）
- MINIATURE LIFE2（2016年4月）
- Small Wonders（2017年8月）
- MINIATURE LIFE CALENDAR 2018（2017年9月）
- MINIATURE FINAL FANTASY（2018年1月、スクウェア・エニックス）[7]
- MINIATURE LIFE CALENDAR 2019（2018年9月）
- MINIATURE LIFE COLLECTION 日本の昔話 卓上カレンダー2019（2018年9月、ケンエレファント）[8]
- MINIATURE LETTER LIFE 田中達也 ポストカードブック（2018年9月、玄光社）
- MINIATURE TRIP IN JAPAN（2019年11月）
- MINIATURE LIFE at HOME（2021年7月）
- MINIATURE TRIP AROUND THE WORLD（2023年2月）

### 絵本
- くみたて（2022年6月）
- おすしが ふくを かいにきた（2022年10月）
- あーっとかたづけ（2023年9月）
- おすしが あるひ たびにでた（2024年2月）

### その他・エッセイ
- みたてのくみたて 見るだけでひらめくアイデアの本（2024年7月17日、ダイヤモンド社）ISBN 978-4-47811-597-8

## 装画

### 書籍
- 伊坂幸太郎『残り全部バケーション』（2012年） - 装画
- 森見登美彦『熱帯』（2018年） - 装画
- 青山美智子『木曜日にはココアを』（2019年） - 装画
- 青山美智子『猫のお告げは樹の下で』（2020年） - 装画

### その他
- Eason Chan 『“C’mon in〜”』（2017年） - CDジャケット

## メディア出演

### テレビ
- ズームイン!!サタデー（日本テレビ）
- 情報ライブ ミヤネ屋（日本テレビ）
- マツコの知らない世界（TBS）[要出典]
- めざましテレビ（フジテレビ）
- news zero（日本テレビ）
- スッキリ!!（日本テレビ）
- ノンストップ!（2017年9月7日、フジテレビ） - VTR出演
- 4時も!シブ5時（2018年1月4日、NHK）
- 林先生が驚く初耳学!（2017年11月19日、TBS）
- 嵐にしやがれ（2018年4月21日、日本テレビ）[9]
- モノシリーのとっておき〜すんごい人がやってくる!〜（2018年4月27日、フジテレビ）
- 情熱大陸（2019年1月13日、TBS）
- 徹子の部屋（2022年8月10日、テレビ朝日）
- 新美の巨人たち（2024年8月24日、テレビ東京系列）[10]

## 個展・企画展
- MINIATURE CALENDAR EXHIBITION vol.1（2015年11月28日 - 12月11日、鹿児島）
- MINIATURE CALENDAR EXHIBITION 2016 OSAKA（2016年6月29日 - 7月8日、大阪）
- MINIATURE CALENDAR EXHIBITION -このあとおいしくいただきました-（2016年11月19日 - 12月1日、鹿児島）
- Pricerite × MINIATURE CALENDAR SMALL WORLD BIG FUN EXHIBITION（2016年7月23日 - 8月31日、香港）
- Robotic Art in Ginza -ものづくりロボットと創るアートの世界-（2016年9月29日 - 2017年2月15日、東京・銀座）
- ミニチュアアート×暮らしをかえた三種の神器（2017年4月14日 - 6月30日、広島）
- 田中達也の「MINIATURE LIFE」展（2017年4月29日 - 5月7日、広島）
- HARBOUR CITY × 田中達也 「mini CHOCOllection微型作品展」（2018年1月25日 - 2月25日、香港）[11]
- SUPER MARKET MUSEUM（2018年12月6日 - 12月24日、東京、セントラルスクエア押上駅前店）[12]
- MINIATURE LIFE展 田中達也 見立ての世界
2017年9月1日 - 12日、東京・新宿高島屋
2017年9月20日 - 10月2日、大阪・大丸梅田店
2018年1月3日 - 14日、滋賀・ビバシティ彦根
2018年3月1日 - 12日、富山・大和富山店
2018年3月21日 - 5月6日、長崎・長崎歴史文化博物館
2018年5月30日 - 6月10日、熊本・鶴屋百貨店
2018年6月14日 - 30日、鹿児島・山形屋文化ホール
2018年7月14日 - 9月2日、岩手・盛岡市民文化ホール
2018年9月12日 - 23日、東京・日本橋髙島屋
2018年10月5日 - 11月25日、名古屋・テレピアホール
2018年12月27日 -2019年1月14日、新潟・新潟三越
2018年12月29日 -2019年1月7日、東京・玉川タカシマヤ
2019年1月22日 -2019年3月3日、沖縄・浦添市美術館
2019年３月16日 -2019年４月7日、愛媛・愛媛県美術館
2019年4月24日 -2019年5月6日、岡山・岡山天満屋
2019年5月24日 -2019年7月7日、山口・周南市美術博物館
2019年8月31日 -2019年10月14日、福岡・福岡市科学館
2019年10月18日 -2019年11月4日、金沢21世紀美術館
2021年2月19日-3月28日　福井　福井市美術館
2022年9月23日 - 　宮城・仙台駅前イービーンズ９階
- 微型展 -田中達也的奇幻世界-
2017年6月29日 - 9月10日、台湾・中正紀念堂
2017年12月23日 - 2018年3月4日、台湾・高雄
2018年6月22日 - 9月9日、台湾・台中世界貿易中心
2018年7月21日 - 10月7日、上海・八号桥艺术空间
2018年7月21日 - 10月7日、台湾・華山1914文化創意
- ドバイ国際博覧会（日本館）
2021年10月1日 - 2022年3月31日、UAE（アラブ首長国連邦）・ドバイ[13]
- MINIATURE LIFE展2 田中達也 見立ての世界
2022年9月16日 - 長野・上田市立美術館
- MINIATURE LIFE × KOBE AIRPORT
2022年9月30日 - 常設 兵庫・神戸空港
- 『small MUJI 展 -日用品のたのしみ方-』[14]
2023年2月3日 - 4月23日 ・無印良品 銀座 6F ATELIER MUJI GINZA Gallery1
- 『ミニチュアの視点で見る日本－田中達也』展/Exposição “Japão em miniaturas – Tatsuya Tanaka”[15]
2023年5月10日 - 10月15日 ・Japan House São Paulo.
- 『small MUJI 展 -日用品のたのしみ方- in Osaka』
2023年11月3日 - 2024年1月7日 ・無印良品グランフロント大阪北館2F-4F[16]

## グループ展
- KTS 18th ART MARKET（2013年6月2日、鹿児島）
- kagoshima artfesta 2013（2013年9月26日 - 29日、鹿児島）
- KTS 19th ART MARKET（2014年11月8日・9日、鹿児島）
- A.W.P Selection 2016 -次世代を担う写真家たち-（2016年10月5日 - 23日、東京・銀座）
- カハクンの大宇宙旅行展（2017年4月22日 - 6月25日、愛媛）
- 第22回 NHKハート展（2017年4月27日 - 5月6日、東京・渋谷）
- TOKYO MOTOR SHOW 2017 Volkswagen”MINIATURE DRIVE”（2017年10月28日 - 11月5日、東京ビッグサイト）
- TAMASHII NATION 2017（2017年12月1日 - 3日、ベルサール秋葉原）
- FF30周年記念展 -別れの物語展-（2018年1月22日 - 2月28日、東京・六本木）[17]

## 受賞歴・ノミネート
- 第50回（平成29年度）MBC賞 受賞
- 平成30年 鹿児島県芸術文化奨励 美術部門 受賞[18]
- Shorty Awards The11th Finalist ノミネート
- Global Social Award 2019 Finalist ノミネート
- 第15回MOE絵本屋さん大賞2022 『くみたて』（福音館書店）4位・新人賞 受賞[19]